# Онијак
Онијак (фр. Anlhiac) насеље је и општина у југозападној Француској у региону Аквитанија, у департману Дордоња која припада префектури Периже.
По подацима из 2011. године у општини је живело 293 становника, а густина насељености је износила 24,7 становника/km². Општина се простире на површини од 11,86 km². Налази се на средњој надморској висини од 236 метара (максималној 333 m, а минималној 141 m).

## Демографија
| 1962. | 1968. | 1975. | 1982. | 1990. | 1999. | 2011. |
| ----- | ----- | ----- | ----- | ----- | ----- | ----- |
| 320   | 347   | 303   | 330   | 269   | 300   | 293   |

График промене броја становника у току последњих година